# 手嶋秀
手嶋 秀（てしま ひで、2001年3月5日 - ）は、愛知県出身の日本とイタリアのサッカー選手。Iリガ・アルカ・グディニャ所属。

## クラブ経歴
名古屋グランパスエイトのユースチーム出身。
2019年7月1日、セリエB・フロジノーネ・カルチョのユースチームへ移籍した。
2021年7月11日、セリエC・USペルゴレッテーゼ1932へ期限付き移籍した。2021年9月11日、プロ・セスト1913戦においてトップチームデビューを果たした。同年9月26日、イタリア・セリエC、ヴィルトゥス・ヴェローナ戦で58分から途中出場し、68分に移籍後初ゴールを決めた。2022年7月22日に完全移籍となった。
2024年3月6日、ホイニチャンカ・ホイニツェに移籍した。
2024年7月6日、アルカ・グディニャに移籍した。